# Marzenka Novak
Marzenka Novak (ur. 2 września 1945 w Polsce, zm. 3 lipca 2011 w Buenos Aires) – argentyńska aktorka, urodzona w Polsce.
Była żoną aktora Hugo Arany.

## Wybrana filmografia
- 1979: Este loco amor loco
- 1987: Wykonano w Argentynie
- 2002: Assassination Tango
- 2003: Mroczna Argentyna